# Служба занятости Австрии
Служба занятости Австрии — государственная всеавстрийская биржа труда (нем. Arbeitsmarktservice Österreich, Bundesgeschäftsstelle, AMS). Ведомство является монопольной сервисной компанией на рынке труда в Австрии и выполняет функции публичной службы занятости.
Основными функциональными задачами службы занятости Австрии (AMS) являются:
- предоставление соискателям вакантных рабочих мест;
- поддержка безработных и компаний-работодателей путём предоставления консультаций и информации исходя из имеющихся в наличии квалификационных предложений;
- предоставление финансовой помощи.

## Общие сведения
Штаб-квартира федерального ведомства службы занятости Австрии (нем. AMS Österreich, Bundesgeschäftsstelle) расположена в городе Вена.
- Юридический адрес федерального ведомства службы занятости Австрии: 1200 Вена, Бригиттенау, Тройштрасе, 35—43, тел. +43-1-33178.[5]
- Географические координаты федерального ведомства службы занятости Австрии: 48°13′46″ с. ш. 16°21′55″ в. д.HGЯO.
- Руководитель федерального ведомства (Leitung) (2016):

Президент Роланд Зауэр (Vorsitzender Präsidium: Roland Sauer).

## Организация

### Полномочия службы занятости
В соответствии с Федеральным законом о бирже труда Австрийской Республики (Закон о службе занятости — AMSG) от 28 апреля 1994 года № 313 служба занятости Австрии была выделена 1 июля 1994 года из Федерального министерства по труду, здравоохранению и социальному обеспечению (нем. Bundesministerium für Arbeit, Gesundheit und Soziales) для организации юридических компаний по оказанию услуг по профессиональной ориентации и трудоустройству (нем. Berufsberatung und Arbeitsvermittlung) на рынке труда в качестве сервисной компании в рамках публичного права.
В настоящее время AMS находится в подчинении Федерального министерства по труду, социальному обеспечению и защите прав потребителей (нем. Bundesministerium für Arbeit, Soziales und Konsumentenschutz).
Служба занятости Австрии (AMS) состоит из общенациональной, девяти земельных и 99 региональных организаций (2016). Социальные партнеры AMS , участвующие в операциях, действуют на всех уровнях её организаций в разработке политики на рынке труда (земельные программы занятости) и контролируются соответствующими организациями. Контроль на федеральном уровне осуществляет совет.
- Для справки: В 2000 году кроме федеральной AMS, было 9 земельных и 106 региональных отделений с 4200 сотрудниками. Финансирование службы происходит в основном за счёт взносов на страхование по безработице.[4]

### ЗадачиAMS
Задачи AMS включают в себя следующее:
- ведение активной политики на рынке труда (консультирование, расстановка и продвижение кадров);
- оказание финансовой помощи:
  - начисление, проверка и выплата пособий по безработице (нем. Arbeitslosenversicherung)[8][9];
  - прочие выплаты (пособие по беременности и родам, полная или частичная оплата курсов немецкого языка и т. п.);
- регулятивные обязанности в соответствии с законом Австрии «О трудоустройстве иностранных граждан».[10][11]

Реализация поставленных задач службы занятости возложена на её исполнительные органы:
- на федеральном уровне — совет;
- на земельном уровне — управляющий земельной службой занятости;
- на региональном уровне — глава регионального отделения.

Созданное соответствующее управление AMS поддерживает с другими подразделениями реализацию политики на рынке труда.

### Профориентация и трудоустройство
Профориентация и трудоустройство в Австрии являются основными задачами государственной службы занятости Австрии (AMS). В 1994 году федеральное правительство изменило правила игры на рынке труда. В настоящее время полномочия AMS регулируются «Законом о содействии развитию рынка труда» (1968) и «Законом о службе занятости» (1994).
Профессиональная ориентация для молодёжи включает в себя:
- профессиональное просвещение, то есть обеспечение информацией о мире профессий, учебных заведениях и возможностях профессиональной карьеры;
- профессиональное воспитание, то есть формирование трудолюбия, работоспособности, профессиональной ответственности, способностей и склонностей;
- профессиональное консультирование по вопросам выбора профессии, трудоустройства и возможностей получения профессиональной подготовки;
- профессиональное развитие личности и поддержку профессиональной карьеры, включая смену профессии и профессиональную переподготовку.

Служба, для использования на рынке труда, оказывает услуги ищущим работу людям при помощи информации для их дальнейшего карьерного роста, а исходя из индивидуального мировоззрения каждого при выборе профессии — для их профессионального роста, прежде всего учитывая их навыки. Услуги по профессиональной ориентации на даются государственной службой занятости Австрии, чтобы сделать их доступными для всех, кто хочет ими воспользоваться. Служба занятости обслуживает людей, ищущих консультации в первую очередь по профессиональному профилю и для обучения, с перспективой дальнейшего трудоустройства и долгосрочного сотрудничества, в информировании о вакансиях, а также о возможной зарплате.
Трудоустройством в Австрии признаётся любая деятельность граждан, связанная с удовлетворением их личных и общественных потребностей, не противоречащая законодательству и приносящая им заработок, трудовой доход и объединяющая кандидатов на рабочее место и работодателей для выполнения определённых видов работ.
Трудоустройство и страховые выплаты в настоящее время (2000) по-прежнему являются в значительной степени монополией AMS. Коммерческое трудоустройство через частные компании уже давно почти полностью исключено. Исключением было, имевшее существенное значение, лишь посредничество благотворительных учреждений, а также Уставы групп по интересам и коллективных договоров торговых ассоциаций для работников, которые входят в состав учредителей.

### Информация о биржах труда Австрии
- Справочные данные (адрес, местонахождение, телефон, факс и т. п.) о федеральной, земельных и региональных службах занятости Австрии для ищущих работу (соискателей работы) на языке оригинала можно посмотреть здесь.
- Справочные данные (адрес, местонахождение, телефон, факс и т. п.) о региональных службах занятости Австрии для работодателей на языке оригинала можно посмотреть здесь.
- Справочные данные (адрес, местонахождение, телефон, факс и т. п.) о региональных профессиональных информационных центрах службы занятости Австрии на языке оригинала можно посмотреть здесь (недоступная ссылка).

### Расположение служб занятости Австрии
Расположение всех действующих в настоящее время профессиональных информационных центрах биржи труда, а также все службы занятости Австрии для ищущих работу (соискателей работы) и для работодателей можно посмотреть здесь.

### Вакансии на рынке труда Австрии
Рабочие вакансии на рынке труда Австрии приведены на сайте Jobsuche und Jobbörsen in Österreich.

## Карта размещения федерального и земельных центров занятости
⇑
Легенда карты:
|  | Федеральное ведомство службы занятости Австрии |
|  | Земельные ведомства службы занятости, расположенные в административных центрах федеральных земель |
|  | Земельное ведомство службы занятости, расположенное вне пределов административного центра федеральной земли Форарльберг |
|  | Административный центр Форарльберга |
|  | Населённые пункты Бруккнойдорф, Кайзерштайнбрух и Кёнигсхоф политической общины Бруккнойдорф политического округа Нойзидль-ам-Зе (федеральная земля Бургенланд) обслуживает региональный центр службы занятости Брукк-ан-дер-Лайта, подчиняющийся земельному ведомству службы занятости в федеральной земле Нижняя Австрия |

## Лицензия
- Лицензия: Namensnennung 3.0 Österreich (CC BY 3.0 AT) (нем.)